# Genio del Porto
Il Genio del Porto, detto anche Genio del Molo, Genio di Palermo al Porto o Genio del Cippo Smeriglio, è un antico altorilievo marmoreo inserito alla fine del XVI secolo in un cippo commemorativo che dal 2000 si trova all'ingresso di via Emerico Amari, all'interno del Porto di Palermo.
È la più antica delle otto rappresentazioni iconografiche del Genio di Palermo.

## Storia
La lastra marmorea del Genio del Porto è la più antica rispetto alle altre sculture raffiguranti la divinità, la sua origine è incerta ma precederebbe la realizzazione del cippo.
Alla fine del XVI secolo, quando le esigenze del traffico marittimo a Palermo ne resero la necessità, fu costruito un nuovo porto, accanto a quello della Cala.
Il cippo, ad opera dell'ingegnere Mariano Smiriglio architetto del Senato palermitano, fu posto nel 1590 all'ingresso del molo nuovo in memoria dell'avvenuta costruzione, avviata nel 1567 su volontà del Viceré di Sicilia Garcia de Toledo.

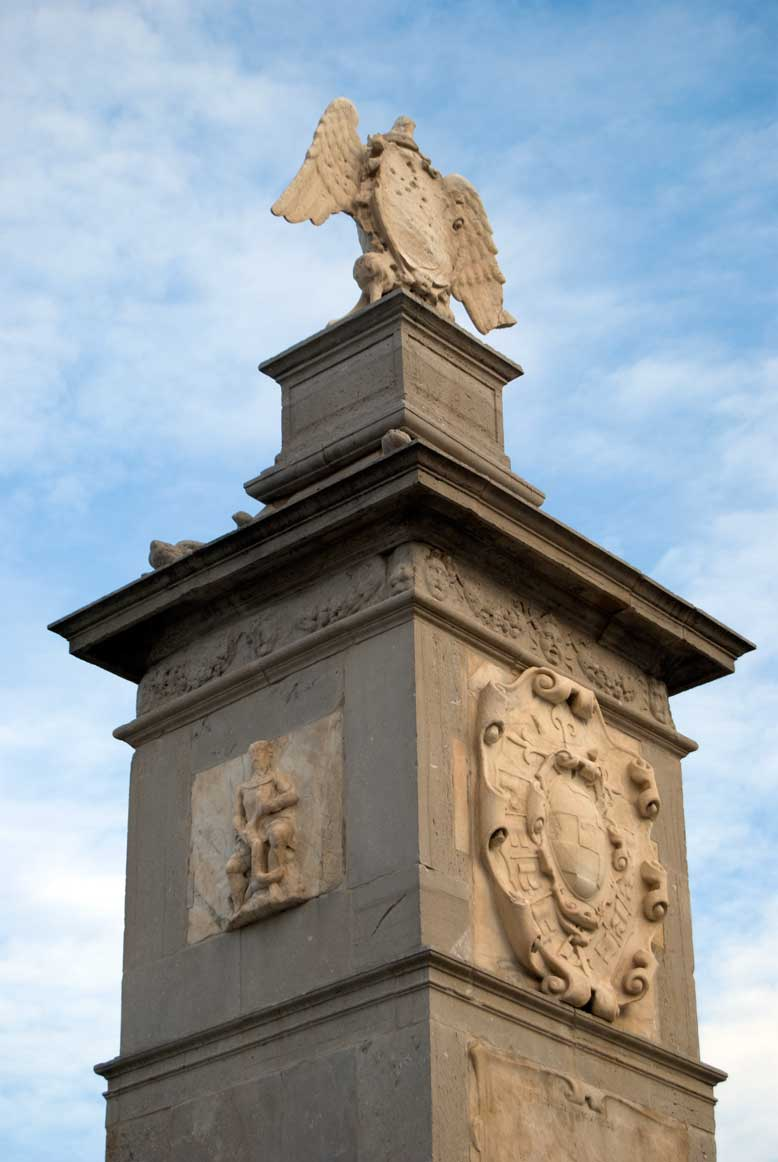
Il cippo all'ingresso del Porto di Palermo.

Nella posizione originale, quando il Cippo Smeriglio era al Molo Nuovo, ebbe di fronte un'altra statua del Genio di Palermo allora chiamata Genio del Molo, che stava nella conca della terza fontana del molo, tra il cippo e la chiesa dei Mercedari, nel 1687 trasferita nella piazza del mercato scomparso della Fiera Vecchia (piazza Rivoluzione).
Fin dal XIX secolo, per la presenza del bacino di carenaggio, il cippo era recluso alla vista pubblica. Nel 2000 è stato trasferito all'ingresso turistico del porto.
Nel 2009 la Regione siciliana ha inserito il Genio del Molo nella Carta regionale dei luoghi dell'identità e della memoria siciliana (8410/2009).

## Descrizione
Posto nella parte interna dell'ingresso turistico del porto, il rilievo in marmo è incassato nel robusto basamento di una statua dell'aquila reale, sul lato che guarda a Monte Pellegrino.
Sul lato del cippo opposto al mare vi è lo stemma del Viceré Garcia de Toledo, che lo fece erigere.
Il piccolo altorilievo marmoreo consumato dal tempo rappresenta il nume tutelare di Palermo, un uomo barbuto e coronato che abbraccia un serpente che si nutre al suo petto.

### Raffigurazioni analoghe
Nella borgata di Villagrazia a Palermo, sull'arco d'ingresso di Villa Fernandez, si trova un altorilievo della fine del XVII secolo molto simile a questo. Non si tratta di una copia ma, vista la somiglianza, il Genio di Villagrazia fu probabilmente realizzato sul modello del Genio del Porto.